# Сент-Дейвідс
Сент-Де́йвідс (англ. St David's, валл. Tyddewi) — місто на південному заході Уельсу, в графстві Пембрукшир. Найменше місто Великої Британії зі статусом сіті (населення менше 2000 осіб) і єдине місто, цілком розташоване в межах національного парку («Пембрукширський берег»). Місто розташовано на річці Алін на півострові Сент-Дейвідс, західній околиці Уельсу. В Сент-Дейвідсі знаходиться собор святого Давида, що у Середньовіччя був центром паломництва. Собор є центром англіканського Діоцезу Сент-Дейвідс.
Відповідно до легенди, монастир на місці майбутнього собору було засновано святим Давидом Валлійським у VI столітті. Попри те що монастир кілька разів був розграбований, в тому числі й вікінгами, він залишався визначним релігійним центром: ченці з Сент-Дейвідса були покликані до двору Альфреда Великого, монастир також відвідав Вільгельм Завойовник. У 1190 році Рігіварх створив життя Давида, що стверджувало його святість, й 1123 року папа римський Калікст II проголосив Сент-Дейвідс центром паломництва (відповідно до його едикту, два паломництва у Сент-Дейвідс дорівнювали одному паломництву в Рим, а три — у Єрусалим). У 1131 році було освячено новий собор. Собор святого Давида, що зберігся до сьогодні, було зведено у 1181 році.
У місті збереглась також міська брама XIII століття, руїни єпископської резиденції XIV століття і стародавній кам’яний кельтський хрест.
У 1996 році королівським указом всьому поселенню Сент-Дейвідс було надано статус міста (сіті).

## Відомі жителі
- Генрі Хікс — валлійський геолог.

## Міста-побратими
Сент-Дейвідс має угоди про побратимство з такими містами :
- Нейс, графство Кілдер, Ірландія
- Матсієнг, Лесото
- Орлеа, Франція